# 281 Lucretia
Lucretia /luːˈkriːʃə/ (định danh hành tinh vi hình: 281 Lucretia) là một tiểu hành tinh ở vành đai chính. Nó thuộc nhóm tiểu hành tinh Flora.
Ngày 31 tháng 10 năm 1888, nhà thiên văn học người Áo Johann Palisa phát hiện tiểu hành tinh Lucretia khi ông thực hiện quan sát ở Viên và đặt tên nó theo Caroline Herschel, một trong số các nhà thiên văn học nữ đầu tiên.